# США на зимових Олімпійських іграх 2006
Збірна США була найчисленнішою на іграх у Турині. Всього країну представляли 211 спортсменів в 15 видах спорту. У неофіційному загальнокомандному заліку збірна США посіла друге місце, поступившись лише команді Німеччини. 
Прапороносцем збірної на церемонії відкриття була олімпійська чемпіонка у ковзанярському спорті — Кріс Вітт.

## Медалісти

### Золото
| Золото |                 |                                   |
| №      | Спортсмени      | Вид спорту (дисципліна)           |
| 1      | Шані Девіс      | Ковзанярський спорт (1000 м)      |
| 2      | Тед Ліджеті     | Гірськолижний спорт (комбінація)  |
| 3      | Джулія Манкусо  | Гірськолижний спорт (супергігант) |
| 4      | Аполо Ентон Оно | Шорт-трек (500 м)                 |
| 5      | Ганна Тетер     | Сноубординг (хаф-пайп, жінки)     |
| 6      | Шон Вайт        | Сноубординг (хаф-пайп, чоловіки)  |
| 7      | Сет Вескотт     | Сноубординг (сноубордкрос)        |
| 8      | Чед Хедрік      | Ковзанярський спорт (5000 м)      |
| 9      | Джоуї Чік       | Ковзанярський спорт (500 м)       |

### Срібло
| Срібло |                              |                                 |
| №      | Спортсмени                   | Вид спорту (дисципліна)         |
| 1      | Гретхен Блейлер              | Сноубординг (хафпайп, жінки)    |
| 2      | Ліндсей Джейкобелліс         | Сноубординг (сноубордкрос)      |
| 3      | Шані Девіс                   | Ковзанярський спорт (1500 м)    |
| 4      | Деніел Кас                   | Сноубординг (хафпайп, чоловіки) |
| 5      | Саша Коен                    | Фігурне катання (одиночне)      |
| 6      | Чед Хедрік                   | Ковзанярський спорт (10000 м)   |
| 7      | Джой Чік                     | Ковзанярський спорт (1000 м)    |
| 8      | Таніт Белбін Бенжамін Агосто | Фігурне катання (танці)         |
| 9      | Шона Робок Валері Флемінг    | Бобслей (жінки, двійки)         |

### Бронза
| Бронза | |                                              |
| №      | Спортсмени | Вид спорту (дисципліна)                      |
| 1      | Тобі Доусон | Фристайл (могул)                             |
| 2      | Аполо Ентон Оно | Шорт-трек (1000 м)                           |
| 3      | Розі Флетчер | Сноубординг (паралельний гігантський слалом) |
| 4      | Чед Гедрік | Ковзанярський спорт (1500 м)                 |
| 5      | Алекс Ізіковскі Джей Пі Кепка Аполо Ентон Оно Расті Сміт | Шорт-трек (естафета, 5000 м)                 |
| 6      | Пет Фенсон Шон Роескі Джозеф Поло Джон Шустер Скотт Баїрд | Керлінг (чоловіки)                           |
| 7      | Чанда Ганн Тріція Данн-Луома Наталі Дарвіц Пем Дреєр Кім Інсалако Кейтлін Кахо Кортні Кеннеді Кейті Кінг Крістін Кінг Кейтлін Кот Сара Парсонс Дженні Поттер Хелен Резор Анджела Руджейро Келлі Стівенс Ліндсей Волл Кріссі Венделл Джеймі Хагерман Джулі Чжу Моллі Енгстрем | Хокей (жінки)                                |